# Інститут геохімії й аналітичної хімії імені В. І. Вернадського РАН
Інститут геохімії та аналітичної хімії ім. В. І. Вернадського Російської академії наук РАН (ГЕОХИ РАН)
Адреса: Росія, 119991, Москва, вул. Косигіна, 19
Керівник: Директор — Галімов Ерік Михайлович

## Історична довідка
Інститут геохімії і аналітичної хімії ім. В. І. Вернадського є головним інститутом Російської академії наук в галузі геохімії, космохімії, порівняльної планетології і аналітичної хімії.
За ініціативи В. І. Вернадського у 1928 р. була заснована Біогеохімічна лабораторія.
У 1947 р. засновано власне Інститут геохімії та аналітичної хімії.

## Структура
- науково-дослідні лабораторії;
- дослідно-конструкторські підрозділи з розробки приладів для космічних апаратів;
- дослідне виробництво;
- підрозділ допоміжних служб;
- науково-дослідне судно «Академік Борис Петров».

## Основні напрями діяльності
- вивчення проблем формування і еволюції речовинного складу планет і малих тіл Сонячної системи;
- розробка теоретичних основ порівняльної планетології, дослідження закономірностей розвитку поверхні планет прямими і дистанційними методами, складання різномасштабних геоморфологічних і геологічних карт;
- розробка і створення методів, приладів і апаратури для дослідження фізико-хімічних властивостей і елементного складу порід планет, їх атмосфер і їх внутрішньої будови за допомогою пролітних, орбітальних, а також посадкових і пробовідбірних космічних апаратів;
- теоретичне моделювання процесів формування, диференціації і еволюцій планетної і протопланетної речовини.

## Інші напрями діяльності
- дослідження геохімії природних процесів, що формують різні оболонки Землі;
- теоретичне і експериментальне моделювання кінетики і динаміки геохімічних процесів;
- вивчення геохімії вуглецю і його сполук з метою встановлення можливих шляхів формування комбінацій елементів і сполук органічної природи;
- розробка геохімічних методів прогнозування і пошуків корисних копалин;
- вивчення проблем екології і охорони навколишнього середовища;
- розвиток основ аналітичної хімії, методів і засобів хімічного і ізотопного аналізу, створення обладнання і приладів для забезпечення сучасного рівня розвитку фундаментальних досліджень і прикладних робіт в геохімії, космохімії, аналітичній хімії, екології і захисті навколишнього середовища;
- розробка методів визначення характеру і міри радіаційного зараження ґрунту, води і повітря;
- розробка технологій вилучення цінних компонентів з природної сировини, води і продуктів промислового виробництва.

Інститут має унікальну колекцію зразків метеоритів і місячного ґрунту.

## Участь в космічних програмах і проектах
- Національні програми: «Місяць», «Венера», «Салют». «Мир», «Марс».
- Міжнародні програми: «Вега», «Фобос», «Вояджер», «Магелан», «Обсервер».
- Перспективні програми: «Луна-Глоб», «Фобос-Ґрунт».